# 普吕莫加特
普吕莫加特（法語：Plumaugat，法語發音：[plymoɡat]）是法国阿摩尔滨海省的一个市镇，位于该省东南部，属于迪南区。

## 地理
普吕莫加特（48°15'18"N, 2°14'20"W）面积40.43 平方千米，位于法国布列塔尼大區阿摩尔滨海省，该省份为法国西北部沿海省份，位于布列塔尼半岛北部，北濒大西洋英吉利海峡，西接菲尼斯泰尔省，南至莫尔比昂省，东临伊勒-维莱讷省。
与普吕莫加特接壤的市镇（或旧市镇、城区）包括：布龙、科讷、朗勒拉、默河畔洛斯库埃特、圣茹昂德利勒、塞维尼亚克、特雷莫雷勒、凯迪亚克、大圣梅昂。
普吕莫加特的时区为UTC+01:00、UTC+02:00（夏令时）。

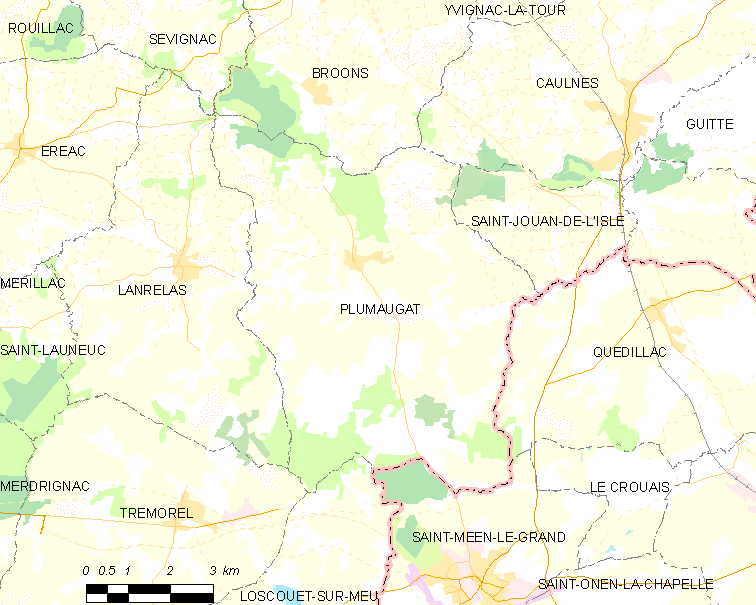
普吕莫加特的OSM定位图

## 行政
普吕莫加特的邮政编码为22250，INSEE市镇编码为22240。

## 政治
普吕莫加特所属的省级选区为布龙县。

## 人口

1962-2008年间普吕莫加特人口变化图示

普吕莫加特于2022年1月1日时的人口数量为1156人。